# Феричет (Алба)
Феричет (рум. Fericet) насеље је у Румунији у округу Алба у општини Хореа. Oпштина се налази на надморској висини од 978 m.

## Становништво
Према подацима из 2002. године у насељу је живело 186 становника, од којих су сви румунске националности.